# ژرارد تیشی
ژرارد تیشی (انگلیسی: Gerard Tichy؛ ۱۱ مارس ۱۹۲۰ – ۱۱ آوریل ۱۹۹۲) یک هنرپیشه اسپانیاییِ آلمانی‌الاصل بود. او در شهر وایسنفلس آلمان زاده شد و در سن ۷۲ سالگی در مادرید اسپانیا از جهان دیده فروبست.

## فیلم‌شناسی

### سینما
- کوبا کابانا (۱۹۵۲)
- چهار نفر در مرز
- اِل سید (۱۹۶۱)
- دزدان خوشبخت (۱۹۶۱)
- آوای بلوز مرگ (۱۹۶۴)
- دکتر ژیواگو (۱۹۶۵)
- قطار جهنمی (عملیات خیانت‌کارانه) (۱۹۶۵)
- آنان برای دزدیدن لاس‌وگاس آمده‌اند (۱۹۶۸)
- تیشه‌ای برای ماه عسل (۱۹۷۰)
- اعجوبه‌ها (۱۹۸۱)

### تلویزیون
- جزیره اسرارآمیز (۱۹۷۳)